# Xian de Gannan
Pour les articles homonymes, voir Gannan.
Le xian de Gannan (甘南县 ; pinyin : Gānnán Xiàn) est un district administratif de la province du Heilongjiang en Chine. Il est placé sous la juridiction de la ville-préfecture de Qiqihar.

## Démographie
La population du district était de 369 810 habitants en 1999.